# Le sorprese del divorzio (film 1939)
Le sorprese del divorzio è un film del 1939 diretto da Guido Brignone.

## Trama
Enrico, un giovane nobiluomo francese, decide di divorziare da sua moglie, donna troppo remissiva, a causa del carattere impossibile della suocera. Qualche tempo dopo, convola a nozze con Gabriella, figlia di Leopoldo, un anziano vedovo che, nonostante l'età, non disdegna le conquiste amorose. Durante una delle sue romantiche avventure, Leopoldo si lascia irretire dalle grazie di una donna divorziata e, di nascosto dalla figlia e dal genero, si risposa. Dinanzi all'identità della sua nuova suocera, ad Enrico non resterà che correre ai ripari.

## Produzione
Il film fu girato per gli interni negli stabilimenti romani della Scalera, mentre gli esterni furono girati effettivamente al Sestriere.

## Distribuzione
Il film venne distribuito nelle sale cinematografiche italiane il 31 marzo del 1939.

## Accoglienza
Il Centro cattolico cinematografico, istituito dal 1934 e che dal 1935 si trova ad essere alle dirette dipendenze dell'Azione Cattolica con l'incarico di «recensire e giudicare, sotto il profilo morale» tutta la produzione cinematografica, stigmatizza questo film con queste parole: «Tutta l'impostazione divorzistica e la conseguente realizzazione del film lo rendono moralmente e socialmente inaccettabile» (...).

## Opere correlate
La pellicola è un remake sonoro dell'omonimo film muto girato sedici anni prima dallo stesso regista.